# فهرست میراث فرهنگی ناملموس در جمهوری آذربایجان
۹ میراث فرهنگی جمهوری آذربایجان در فهرست میراث فرهنگی یونسکو به ثبت رسیده‌است. (لیست سال ۲۰۱۶ میلادی) برای اولین بار موسیقی مقامی آذربایجان در سال ۲۰۱۶ در این فهرست ثبت گردیده‌است. .

## فهرست
این لیست شامل اقلام میراث شفاهی و ناملموس ثبت شده آذربایجان در فهرست میراث جهانی یونسکو می‌باشد:
| # | عکس | نام                                                          | سال ثبت در فهرست | شماره ثبت |
| - | --- | ------------------------------------------------------------ | ---------------- | --------- |
| ۱ |     | مقام آذربایجانی                                              | ۲۰۰۸             | ۳۹        |
| ۲ |     | هنر عاشیق آذربایجان                                          | ۲۰۰۹             | ۲۵۳       |
| ۳ |     | عید نوروز                                                    | ۲۰۰۹             | ۲۸۲       |
| ۴ |     | هنر قالی‌بافی آذربایجانی                                      | ۲۰۱۰             | ۳۸۹       |
| ۵ |     | هنر اجرای آذربایجانی تار و ساخت آن                           | ۲۰۱۲             | ۶۷۱       |
| ۶ |     | بازی چوگان که با سوارکاری اسبان قره‌باغی بازی می‌کنند          | ۲۰۱۳             | ۹۰۵       |
| ۷ |     | دوختن و پوشیدن روسری زنانه «کَلاغایی» هنر سنتی و نمادگرایی آن | ۲۰۱۴             | ۶۶۹       |
| ۸ |     | هنر مسگری لاهیج                                              | ۲۰۱۵             | ۶۷۵       |
| ۹ |     | نان لواش                                                     | ۲۰۱۶             |           |

## استنادها
1. ↑  Azerbaijan - Information related to Intangible Cultural Heritage (انگلیسی)
2. ↑  به عنوان میراث مشترک با کشورهای هندوستان، ایران، قرقیزستان، پاکستان، ترکیه و ازبکستان به ثبت رسیده‌است